# Chiesa di Sant'Andrea a Iolo
La chiesa di Sant'Andrea a Iolo si trova in via Gherardacci, nella frazione di Iolo del comune di Prato.

## Storia e descrizione

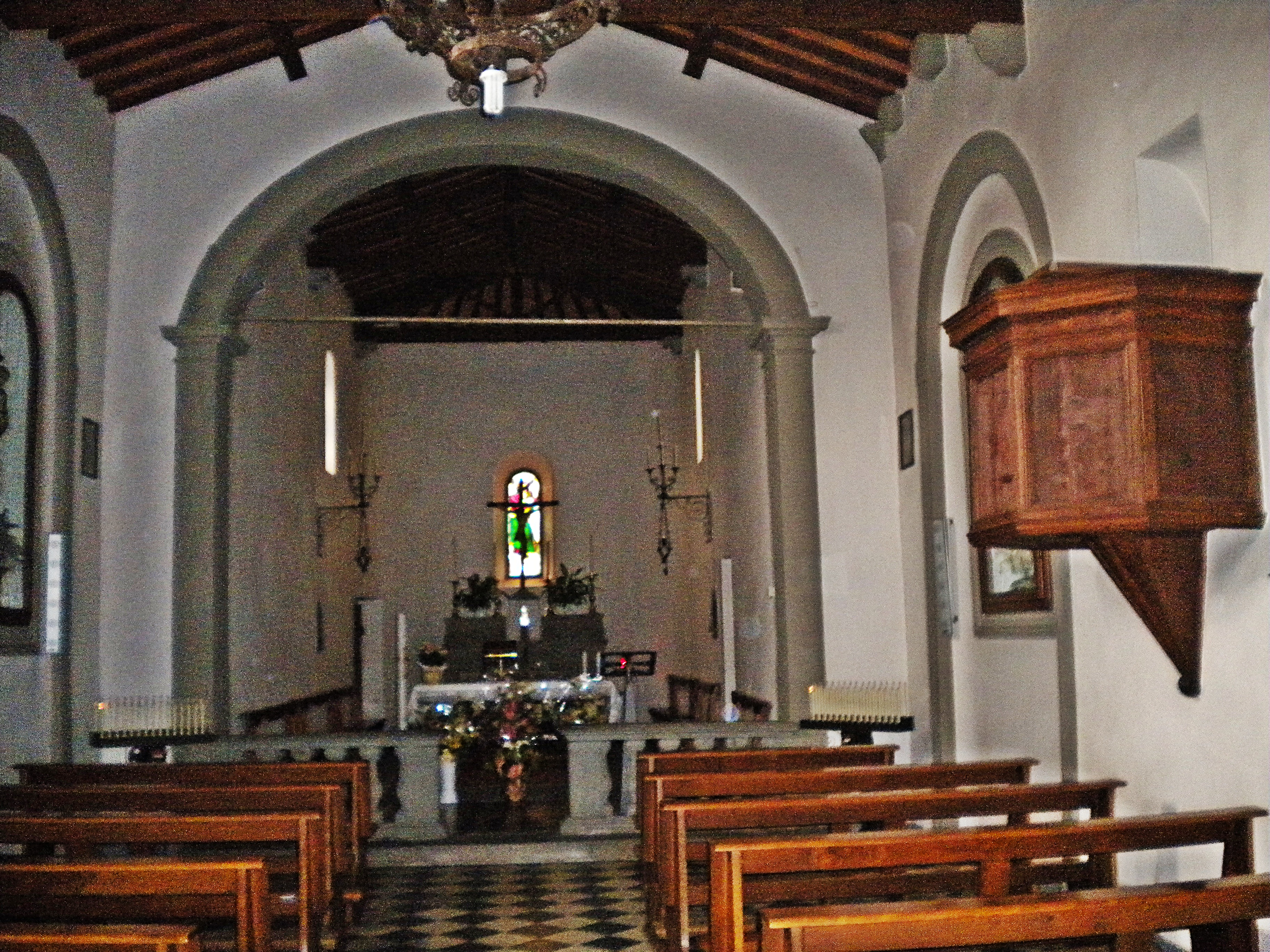
L'interno

La chiesa sorse nell'XI secolo nell'area dell'antico castello, vicino a cui passa tuttora la gora Filimortula. L'edificio, in pietra e ciottoli di fiume e a navata unica, decadde assieme al castello e fu restaurato completamente all'inizio del XX secolo. Esso conserva però tracce della struttura medievale (in particolare il portale).
Nel presbiterio, settecentesco ma ampliato nel Novecento, è collocato un crocifisso ligneo policromo del XVII secolo.